# Kallahan de kayapa
Le kallahan de kayapa (ou kalanguya) est une langue austronésienne parlée dans les provinces de Nueva Vizcaya, Pangasinan et Ifugao, situées dans l'île de Luçon, aux Philippines.

## Classification
Le kallahan de kayapa est une langue malayo-polynésienne occidentale du groupe des langues philippines. À l'intérieur de ces dernières, il appartient au sous-groupe des langues luzon du Nord, avec le pangasinan, l'ibaloy, et l'ilongot.

## Phonologie
Les tableaux présentent les phonèmes du kallahan de kayapa.

### Voyelles
|         | Antérieure | Centrale | Postérieure |
| ------- | ---------- | -------- | ----------- |
| Fermée  | i [i]      | ɨ [ɨ]    | u [u]       |
| Ouverte |            | a [a]    |             |

### Consonnes
|              |              | Bilabiales | Alvéolaires | Alvéolaires | Dorsales | Dorsales | Glottales |
| ------------ | ------------ | ---------- | ----------- | ----------- | -------- | -------- | --------- |
| Centrales    | Latérales    | Bilabiales | Palatales   | Vélaires    |          |          | Glottales |
| Occlusives   | Sourde       | p [p]      | t [t]       |             |          | k [k]    | ʔ [ʔ]     |
| Occlusives   | Sonore       | b [b]      | d [d]       |             |          | g [g]    |           |
| Fricative    | Fricative    |            |             |             |          |          | h [h]     |
| Nasale       | Nasale       | m [m]      | n [n]       |             |          | ŋ [ŋ]    |           |
| Liquide      | Liquide      |            | r [ɾ]       | l [l]       |          |          |           |
| Semi-voyelle | Semi-voyelle | w [w]      |             |             | y [j]    |          |           |

## Sources
- (en) Himes, Ronald S., The Southern Cordilleran Group of Philippine Languages, Oceanic Linguistics, 37:1, pp. 120-177, 1998.